# جزیره ژوخوف
جزیره ژوخوف (روسی: Остров Жохова، آوانگاری Ostrov Zhokhova) یک جزیره در شمال استان یاقوتستان کشور روسیه است.